# Dubna
Dubna [dúbna] (rusko Дубна) je mesto v Taldomskem distriktu v Moskovski oblasti ob Volgi. Leta 2010 je imelo 70.500 prebivalcev.
Dubna je bila ustanovljena leta 1956, skupaj z Združenim inštitutom za jedrske raziskave (rus. kratica ОИЯИ; ang. krat. JINR), mednarodnim raziskovalnim središčem, kjer se ukvarjajo predvsem s fiziko osnovnih delcev, fiziko težkih ionov, transuranskimi elementi in radiobiologijo. Po mestu se imenuje element 105, dubnij.